# 五所川原市立五所川原小学校
五所川原市立五所川原小学校（ごしょがわらしりつ ごしょがわらしょうがっこう）は、青森県五所川原市大字新宮字岡田にある公立小学校。児童数は、287人（2023年5月1日現在）。

## 概要
五所川原市の中心部から、少し北にある新宮地区にある小学校で、市内の中で児童数は五所川原市立栄小学校に次いで2番目である。約500メートル離れたところには、五所川原高校がある。

## 沿革
- 1873年（明治6年）7月1日 - 字鶴野1番8号に「第一四番中学区第六小学」として創立。
- 1874年（明治7年） - 五所川原小学校と改称。
- 1979年（明治12年）12月25日 - 北津軽郡公立中学校創設。
- 1886年（明治19年）4月 - 北津軽郡立高等小学校創立（旧五所川原・栄・中川・三好・梅澤・嘉瀬・鶴田）。
- 1909年（明治42年）
  - 3月31日 - 小学校義務制6年に延長された為、組合解散。
  - 4月1日 - 北辰高等小学校跡に五所川原尋常高等小学校（男子校）として開校[3]。五所川原小学校を五所川原女子尋常小学校と改称。
- 1924年（大正13年）11月 - 字岩木町12番地に移転・増築。
- 1932年（昭和7年）7月6日 - 校歌制定。
- 1941年（昭和16年）4月1日 - 国民学校令により五所川原国民学校に改称[3]。五所川原女子尋常小学校を五所川原女子国民学校に改称。
- 1944年（昭和19年）11月29日 - 五所川原大火により、女子国民学校校舎が焼ける。本校(五所川原国民学校)が罹災者避難所となったため、12月12日まで休校とし、翌日から、女子部と二部授業となる。
- 1945年（昭和20年）4月1日 - 五所川原女子国民学校が北辰国民学校と改称し、高等科男女を収容。
- 1946年（昭和21年）11月23日 - 2度目の大火発生。翌日から、罹災住民を本校へ避難。12月1日まで、休校となる。
- 1947年（昭和22年）4月1日 - 学制改革（新学制施行）により、五所川原町立五所川原小学校に改称。同日には北辰国民学校を併合[3]。さらに、同日から、五所川原中学校を併置し、高等科生を中学校に移籍[4]。
- 1949年（昭和24年）
  - 1月11日 - 五所川原中学校が、岩木町36番地に新築した独立校舎に移転[4]。
  - 5月7日 - 週5日制の授業実施。
- 1954年（昭和29年）
  - 4月11日 - 旧南校舎解体。
  - 4月20日 - 新校舎落成式。
  - 10月1日 - 五所川原町の市制施行により、五所川原市立五所川原小学校に改称[3]。
- 1958年（昭和33年）4月26日 - 五小体操制定。
- 1959年（昭和34年）2月15日 - 牛乳給食開始。
- 1960年（昭和35年）
  - 4月1日 - （旧）五所川原市域南西部の学区が南小学校に移管[3]。
  - 4月9日 - 南小学校分離。
  - 10月23日 - 南側校舎解体開始。
- 1961年（昭和36年）
  - 5月22日 - 新校舎新築始まる。
  - 9月20日 - 新校舎落成。
  - 10月23日 - 長橋字橋元24番地の新校舎に移転。翌日移転完了。
- 1962年（昭和37年）
  - 3月10日 - 校舎新築落成式挙行。
  - 10月20日 - 校舎西側に給食調理室建造。
- 1963年（昭和38年）
  - 5月6日 - 給食調理室の修祓式挙行。
  - 5月21日 - 完全給食開始。
- 1966年（昭和41年）
  - 5月25日 - 水泳プール建設着工。
  - 7月21日 - 水泳プール完工。落成式とプール開き挙行。
- 1968年（昭和43年）9月1日 - 五所川原学校給食センター開設。本校でのセンター給食は、10月1日から実施。
- 1973年（昭和48年）
  - 6月 - 創立100周年を迎えたことから、様々な記念行事が行われた。 
    - 6日 - 記念人文字の撮影。
    - 23日 - 鼓笛隊市内記念行進。
    - 24日 - 記念大運動会。
    - 27日 - 創立百周年記念碑除幕式挙行。国旗掲揚台設置。
    - 29日 - 記念ねぷた運行。

  - 7月1日 - 創立100周年記念式典挙行。
- 1976年（昭和51年）7月13日 - 4教室増築落成。
- 1981年（昭和56年）11月 - 新校舎のストーブを石炭ストーブから、石油ストーブに替える。
- 1983年（昭和58年）9月10日 - 「五所川原小学校百十年史」刊行
- 1987年（昭和62年）10月17日 - 新校舎建築起工式挙行。
- 1988年（昭和63年）
  - 11月13日- 現在地に、鉄筋コンクリート造の校舎建設[5][6]。
  - 11月15日 - 新校舎入校式挙行。
- 1989年（平成元年）4月1日 - 田川小学校を併合[3]。
- 1990年（平成2年）
  - 5月 - 鉄骨造の体育館建設[5]。
  - 7月1日 - 新校舎落成記念式典挙行。
  - 10月31日 - プール完成。
- 1992年（平成4年）
  - 3月6日 - 西校舎1階渡り廊下増築工事。
  - 7月1日 - 「五小美術館」開館。
- 1993年（平成5年）11月6日 - 創立百二十周年記念式典挙行。
- 1996年（平成8年）2月9日 - 体育館にステージ幕設置。
- 2024年（令和6年）11月1日 - 創立150周年記念式典挙行[7]。
- 2025年（令和7年）4月1日 - 三好小学校を統合[8]。

## 校歌
- 作詞:三浦 圭三（補作:外崎 美智雄）、作曲:佐々木 英

一、津軽平野の正中に　町並しげき五所川原
　　わが学舎の朝夕に　きくは平和の鐘の音
二、外には清き雪の花　内には燃ゆる誠の火
　　かざす徽章を心にて　いざやはげまん日に月に
三、文化の二字を仰ぎつつ　つらぬき行くは人の道
　　たどる旅路は遙けくも　あゝ岩木嶺に雲はなし

## 教育目標
- 思いやりのある子
- 進んで学習する子
- 健康でたくましい子

## 南小学校との分離
- 本校の学区は元々は五所川原市の旧市域（旧五所川原町域）の広範囲が学区だったが、市営富士見団地の人口増加などで、児童数が増加し、2千人を越えたため、既存施設では対応できなくなり、1960年（昭和35年）4月に南小学校が開校した[3]。

## 通学区域と進学先中学校
出典

### 通学区域
- 旭町、幾世森、幾島町、柏原町、上平井町、小曲、新宮、下平井町、敷島町、末広町、中平井町、長橋字橋元、長橋字広野（一部）、錦町、雛田、芭蕉、若葉、新宮町、田川、蘇鉄
- 2025年4月からは、三好小学校の学区だった鶴ヶ岡、高瀬、藻川の各地区も学区に含まれる。

### 進学先中学校
- 五所川原市立五所川原第一中学校

## アクセス
- 弘南バス
  - 藻川線で、「五所川原小学校前」バス停下車後、徒歩235m・約4分。
  - 商店街循環バス若葉環状線「若葉3丁目」バス停下車後、徒歩約330m・約5分。
- JR五能線五所川原駅・津軽鉄道津軽五所川原駅から、
  - 上述の弘南バス藻川線で、「五所川原小学校前」バス停まで14分。
  - 車で約2km・約3分。

## 参考資料
- 『五所川原小学校百十年史』(五所川原小学校創立百十年史事業実行委員会・昭和58年9月10日刊行)の『第七章 年表「五小のあゆみ」』の265頁～296頁。
- 『平成8年度学校要覧』（五所川原市立五所川原小学校）の4頁「1.本校沿革の概要」
- 『五所川原小学校百五十周年記念誌』(五所川原市立五所川原小学校創立150周年記念記念事業事業実行委員会・令和6年11月1日刊行)の『沿革史　「五小の歩み」』の14頁〜18頁。